# Johannesburg
Johannesburg je najveći i najnaseljeniji grad u Južnoafričkoj Republici i središte najbogatije južnoafričke provincije, provincije Gauteng. Grad ima 3,225,812 stanovnika (2001) i zauzima površinu od 1,644 km².

## Povijest
Na području grada su tisućama godina postojale naseobine naroda San, poznatijeg kao Bušmani. Oko 1200. godine su se naselili pripadnici Bantu plemena.  1886. kada je otkriveno zlato u gorju Witwatersrand i to je uzrok nastanka Johannesburga. Otkriće zlata dovelo je do demografske eksplozije i vrlo brzog širenja novog naselja. Novo naselje dobilo je naziv po dvojici ljudi, Johannesu Meyeru i Johannesu Rissiku, koji su u vrijeme zlatne groznice bili zaduženi za geodetske poslove i izradu karata u brzorastućem naselju. Mnogo stanovnika nizozemskog (burskog) porijekla je nastradalo u Burskom ratu.
Grad je nastao 90 km udaljen od Pretorije, prijestolnice tadašnje kolonije Transvaala. 1910. se Transvaal ujedinio s kolonijama Cape, Natal i Orange i stvorio Južnoafričku Uniju. Pretoria je postala jedan od glavnih gradova nove države. Iako je Johannesburg veći od nje, nije postao glavni grad jer je Pretoria stara prijestolnica Transvaala i tradicionalni glavni grad. Južnoafrička Unija ima više glavnih gradova zbog kompromisa između više kolonija koje su se ujedinile.
Južnoafrička Unija nastavlja organizirano iskopavanje zlata koje je temelj opstanka grada. Uvodi se politika aparthejda kojom crnci gube većinu građanskih prava i izloženi su diskriminaciji. Crnci su se većinom naselili u predgrađu Soweto. Soweto se razvilo u siromašno predgrađe u kojem je čest kriminal. U njemu je živio crnački vođa i kasniji predsjednik Nelson Mandela. Često su izbijale pobune crnaca (najjača je bila 1976). 1990. je ukinut aparthejd i crnci su dobili sva građanska prava. Tek 2002. godine je Soweto uključeno u sastav Johannesburga.

## Zemljopis
Johannesburg je smješten u sjeveroistočnom dijelu Južnoafričke Republike na visoravni Visoki Veld. U blizini je planinski prostor Witwatersrand s jednim od najvažnijih svjetskih nalazišta zlata. Johannesburg se nalazi 90 km južno od Pretorije, jednog od glavnih gradova Južnoafričke Republike. Jedan je od najvećih svjetskih gradova koji nisu smješteni niti na moru niti na jednoj većoj rijeci.
Klima je vruća i suha. Temperature su nešto niže zbog nadmorske visine. Godišnje razlike temperature nisu izražene. Padalina je više ljeti (od studenog do ožujka). Snijeg je rijedak.

## Znamenitosti
Johannesburg je jedan od najmodernijih afričkih gradova. Ima mnogo poslovnih tornjeva i nebodera, tako da izgledom podsjeća na američke i zapadnoeuropske gradove. Televizijski tornjevi Sentech Tower i Hillbrow Tower su najviše građevine na afričkom kontinentu. Neboder Carlton Centre je najviša zgrada u Africi. Johannesburg ima još mnogo poslovnih tornjeva koji spadaju među najviše afričke građevine. Grad ima mnogo parkova i značajan botanički vrt.
Predgrađa su siromašna i poznata po kriminalu. Ipak su turistički značajna jer su često u tradicionalnom afričkom stilu gradnje i u njima se može doživjeti prava Afrika. U predgrađima pretežno žive crnci, a u centru bijelci. Najpoznatije predgrađe je Soweto u kojem postoji kuća Nelsona Mandele.
Grad ima mnogo muzeja (najpoznatiji je muzej aparthejda). Značajan je zabavni park Gold Reef City. U okolici grada postoje bivši rudnici zlata koji su otvoreni za turistički posjet. Grad je baza turista za posjet obližnjim nacionalnim parkovima i safari destinacijama (posebno Nacionalni park Kruger). 25 km sjeverno od grada je prostor spilja u kojima su pronađeni jedni od najstarijih nalazišta pračovjeka na svijetu (taj prostor je nazvan "Kolijevka čovječanstva" i pod zaštitom je UNESCO-a).

## Gospodarstvo
Johannesburg je vodeći gospodarski i financijski centar Južnoafričke Republike i cijelog afričkog kontinenta (Južnoafrička Republika je daleko najrazvijenija afrička zemlja). Smatra se jednim od najvažnijih svjetskih financijskih središta. Temelj gospodarstva je rudarstvo, ali je u gradu razvijena industrija (posebno metaloprerađivačka i cementna) i sektor usluga (posebno financije i bankarstvo).

## Sport
Najpopularniji sportovi prema broj sudionika u Johannesburgu su nogomet, kriket, ragbi, i atletika:
- nogometne momčadi iz Johannesburga: Kaizer Chiefs, Moroka Swallows, Orlando Pirates, Alexander United, Katlehong City
- kriket: Highveld Lions
- ragbi: Lions, Golden Lions

## Galerija slika
- Farma gdje je prvi put otkriveno zlato 1886.
- Naselje 1896.
- Predgrađe Soweto